# Mike Dunlap
Michael Gregory Dunlap, detto Mike (Fairbanks, 27 maggio 1957), è un allenatore di pallacanestro statunitense.

## Carriera
Dunlap ha alle spalle una lunga carriera di assistente allenatore in NCAA. Da 1994 al 1997 è stato capo allenatore degli Adelaide 36ers, squadra australiana della National Basketball League. Dal 1997 al 2006 ha guidato i Roadrunners del Metropolitan State College of Denver.
Dal 2006 al 2008 è stato assistente di George Karl ai Denver Nuggets. Dopo le esperienze da "Associate Head Coach" ad Arizona e Oregon, e quella di assistente alla St. John's University, nel 2012 è stato ingaggiato dagli Charlotte Bobcats in NBA.